# Lyford
Lyford – wieś w Anglii, w hrabstwie Oxfordshire, w dystrykcie Vale of White Horse. Leży 17 km na południowy zachód od Oksfordu i 92 km na zachód od Londynu. W 2001 miejscowość liczyła 44 mieszkańców.